# Piratrinus calcaratus
Piratrinus calcaratus – gatunek kosarza z podrzędu Laniatores i rodziny Agoristenidae. Jedyny znany przedstawiciel monotypowego rodzaju Piratrinus.

## Występowanie
Gatunek jest endemiczny dla Kuby.